# Lijst van voetbalinterlands Gambia - Sierra Leone
Deze lijst van voetbalinterlands is een overzicht van alle officiële voetbalwedstrijden tussen de nationale teams van Gambia en Sierra Leone. De landen hebben tot op heden twintig keer tegen elkaar gespeeld. De eerste ontmoeting was een vriendschappelijke wedstrijd op 16 november 1968 in Freetown. Het laatste duel, eveneens een vriendschappelijke wedstrijd, werd gespeeld op 9 oktober 2021 in El Jadida (Marokko).

## Wedstrijden
| №  | Plaats    | Datum            | Competitie                   | Wedstrijd             | Uitslag |
| -- | --------- | ---------------- | ---------------------------- | --------------------- | ------- |
| 1  | Freetown  | 16 november 1968 | Vriendschappelijk            | Sierra Leone − Gambia | 2 − 1   |
| 2  | ?         | 24 april 1971    | Vriendschappelijk            | Sierra Leone − Gambia | 3 − 1   |
| 3  | Accra     | 6 februari 1983  | Vriendschappelijk            | Sierra Leone − Gambia | 0 − 1   |
| 4  | Freetown  | 20 februari 1983 | Vriendschappelijk            | Gambia − Sierra Leone | 0 − 1   |
| 5  | Freetown  | 10 februari 1984 | Vriendschappelijk            | Sierra Leone − Gambia | 1 − 0   |
| 6  | Banjul    | 18 november 1984 | Afrika Cup 1986 kwalificatie | Gambia − Sierra Leone | 3 − 2   |
| 7  | Freetown  | 2 december 1984  | Afrika Cup 1986 kwalificatie | Sierra Leone − Gambia | 2 − 0   |
| 8  | Bakau     | 15 februari 1985 | Vriendschappelijk            | Sierra Leone − Gambia | 1 − 1   |
| 9  | Dakar     | 4 februari 1986  | Vriendschappelijk            | Sierra Leone − Gambia | 2 − 1   |
| 10 | Bissau    | 30 april 1988    | Vriendschappelijk            | Sierra Leone − Gambia | 3 − 1   |
| 11 | Dakar     | 28 november 1991 | Vriendschappelijk            | Sierra Leone − Gambia | 0 − 0   |
| 12 | Freetown  | 30 november 1993 | Vriendschappelijk            | Gambia − Sierra Leone | 1 − 1   |
| 13 | Freetown  | 7 januari 1995   | Afrika Cup 1996 kwalificatie | Sierra Leone − Gambia | 2 − 0   |
| 14 | Banjul    | 4 december 1999  | Vriendschappelijk            | Gambia − Sierra Leone | 0 − 0   |
| 15 | Praia     | 8 mei 2000       | Vriendschappelijk            | Gambia − Sierra Leone | 2 − 2   |
| 16 | Freetown  | 10 juni 2001     | Vriendschappelijk            | Sierra Leone − Gambia | 1 − 1   |
| 17 | Banjul    | 25 augustus 2002 | Vriendschappelijk            | Gambia − Sierra Leone | 1 − 0   |
| 18 | Freetown  | 12 juni 2005     | Vriendschappelijk            | Sierra Leone − Gambia | 1 − 0   |
| 19 | Bakau     | 23 december 2007 | Vriendschappelijk            | Gambia − Sierra Leone | 2 − 1   |
| 20 | El Jadida | 9 oktober 2021   | Vriendschappelijk            | Gambia − Sierra Leone | 1 − 2   |

## Samenvatting
| Competitie              | Totaal gespeeld | Winst Gambia | Gelijk | Winst Sierra Leone | Doelsaldo Gambia – Sierra Leone |
| ----------------------- | --------------- | ------------ | ------ | ------------------ | ------------------------------- |
| Afrika Cup-kwalificatie | 3               | 1            | 0      | 2                  | 3 − 6                           |
| Vriendschappelijk       | 17              | 3            | 6      | 8                  | 14 − 21                         |
| Totaal                  | 20              | 4            | 6      | 10                 | 17 − 27                         |

GFA · A-internationals · Olympische elftal · Gambiaans vrouwenelftal
Algerije ·
Angola ·
Benin ·
Burkina Faso ·
Burundi ·
Centraal-Afrikaanse Republiek ·
China ·
Comoren ·
Congo-Brazzaville ·
Congo-Kinshasa ·
Denemarken ·
Djibouti ·
Equatoriaal-Guinea ·
Gabon ·
Ghana ·
Guinee ·
Guinee-Bissau ·
Ivoorkust ·
Kaapverdië ·
Kameroen ·
Kenia ·
Kosovo ·
Lesotho ·
Liberia ·
Libië ·
Luxemburg ·
Madagaskar ·
Mali ·
Marokko ·
Mauritanië ·
Mexico ·
Namibië ·
Nieuw-Zeeland ·
Niger ·
Nigeria ·
Oeganda ·
Saoedi-Arabië ·
Senegal ·
Seychellen ·
Sierra Leone ·
Tanzania ·
Togo ·
Tsjaad ·
Tunesië ·
Verenigde Arabische Emiraten ·
Zambia ·
Zuid-Afrika ·
Zuid-Soedan
SLFA · 
A-internationals · 
Sierra Leoons vrouwenelftal
1966 – 1979 · 
1980 – 1989 · 
1990 – 1999 · 
2000 – 2009 · 
2010 – 2019 ·
2020 − 2029
Algerije ·
Angola ·
Benin ·
Burkina Faso ·
Burundi ·
China ·
Comoren ·
Congo-Brazzaville ·
Congo-Kinshasa ·
Djibouti ·
Egypte ·
Equatoriaal-Guinea ·
Ethiopië ·
Gabon ·
Gambia ·
Ghana ·
Guinee ·
Guinee-Bissau ·
Irak ·
Iran ·
Ivoorkust ·
Jordanië ·
Kaapverdië ·
Kameroen ·
Kenia ·
Lesotho ·
Liberia ·
Malawi ·
Mali ·
Marokko ·
Mauritanië ·
Niger ·
Nigeria ·
Sao Tomé en Principe ·
Senegal ·
Seychellen ·
Soedan ·
Somalië ·
Swaziland ·
Togo ·
Tsjaad ·
Tunesië ·
Zambia ·
Zuid-Afrika